# Сіяхруд-Кенар
Сіяхруд-Кенар (перс. سياهرودكنار) — село в Ірані, у дегестані Пір-Базар, в Центральному бахші, шагрестані Решт остану Ґілян. За даними перепису 2006 року, його населення становило 121 особу, що проживали у складі 40 сімей.

## Клімат
Середня річна температура становить 14,13°C, середня максимальна – 28,07°C, а середня мінімальна – -1,11°C. Середня річна кількість опадів – 1126 мм.
| Клімат поселення                              | Клімат поселення | Клімат поселення | Клімат поселення | Клімат поселення | Клімат поселення | Клімат поселення | Клімат поселення | Клімат поселення | Клімат поселення | Клімат поселення | Клімат поселення | Клімат поселення | Клімат поселення |
| Показник                                      | Січ.             | Лют.             | Бер.             | Квіт.            | Трав.            | Черв.            | Лип.             | Серп.            | Вер.             | Жовт.            | Лист.            | Груд.            |                  |
| Середній максимум, °C                         | 7,92             | 8,48             | 11,51            | 17,41            | 21,97            | 25,40            | 28,07            | 27,76            | 24,75            | 20,89            | 16,15            | 11,60            |                  |
| Середня температура, °C                       | 3,40             | 3,98             | 7,00             | 12,89            | 17,47            | 20,89            | 23,84            | 23,55            | 20,54            | 16,67            | 11,94            | 7,36             |                  |
| Середній мінімум, °C                          | −1,11            | −0,55            | 2,48             | 8,39             | 12,94            | 16,38            | 19,62            | 19,33            | 16,30            | 12,46            | 7,72             | 3,16             |                  |
| Норма опадів, мм                              | 117              | 91               | 84               | 49               | 44               | 29               | 26               | 58               | 125              | 188              | 169              | 146              |                  |
| Середньомісячна швидкість вітру, м/с          | 2.26             | 2.40             | 2.40             | 2.30             | 2.30             | 2.68             | 2.60             | 2.32             | 2.10             | 2.10             | 2.00             | 2.01             |                  |
| Середньомісячна сонячна радіація, кДж/м²·день | 6757             | 8922             | 10942            | 15680            | 20008            | 22420            | 23228            | 19435            | 15856            | 10860            | 8516             | 6509             |                  |
| --------------------------------------------- | ---------------- | ---------------- | ---------------- | ---------------- | ---------------- | ---------------- | ---------------- | ---------------- | ---------------- | ---------------- | ---------------- | ---------------- | ---------------- |
| Джерело:                                      |                  |                  |                  |                  |                  |                  |                  |                  |                  |                  |                  |                  |                  |